# Erigorgus pumilus
Erigorgus pumilus là một loài tò vò trong họ Ichneumonidae.